# Палужская Рудня
Палужская Рудня — деревня в Красногорском районе Брянской области России. Входит в состав Макаричского сельского поселения.

## География
Деревня находится в западной части Брянской области, в зоне хвойно-широколиственных лесов, в пределах восточной окраины Полесской низменности, на берегах реки Палуж, при автодороге 15К-1505, на расстоянии примерно 5 километров (по прямой) к северу от посёлка городского типа Красная Гора, административного центра района. Абсолютная высота — 135 метров над уровнем моря.

### Климат
Климат характеризуется как умеренно континентальный. Среднегодовая многолетняя температура воздуха составляет 10 °С. Средняя температура воздуха самого тёплого месяца (июля) — 23,9 °C (абсолютный максимум — 32 °C); самого холодного (января) — −3,8 °C (абсолютный минимум — −25 °C). Безморозный период длится в среднем 170—190 дней. Среднегодовое количество атмосферных осадков составляет 550—600 мм.

### Часовой пояс
Деревня Палужская Рудня, как и вся Брянская область, находится в часовой зоне МСК (московское время). Смещение применяемого времени относительно UTC составляет +3:00.

## История
Упоминается с начала XVIII века как владение Киево-Печерской лавры, в составе Попогорской волости (на территории Новоместской сотни Стародубского полка); казачьего населения не имела. С 1782 по 1921 в Суражском уезде (с 1861 в составе Поповогорской волости); в 1921-1929 в Клинцовском уезде (та же волость, с 1922 - Красногорская). В середине XX века - колхоз "Красная Палужь". До 2005 - центр Палужскоруднянского сельсовета (в 1954-1993 в Макаричском сельсовете). 

## Население
| 2010 | 2013 |
| ---- | ---- |
| 265  | ↘245 |

### Национальный состав
1820 человек (1901), в национальной структуре населения русские составляли 99 % из 348 человек (2002).